# Медовые муравьи

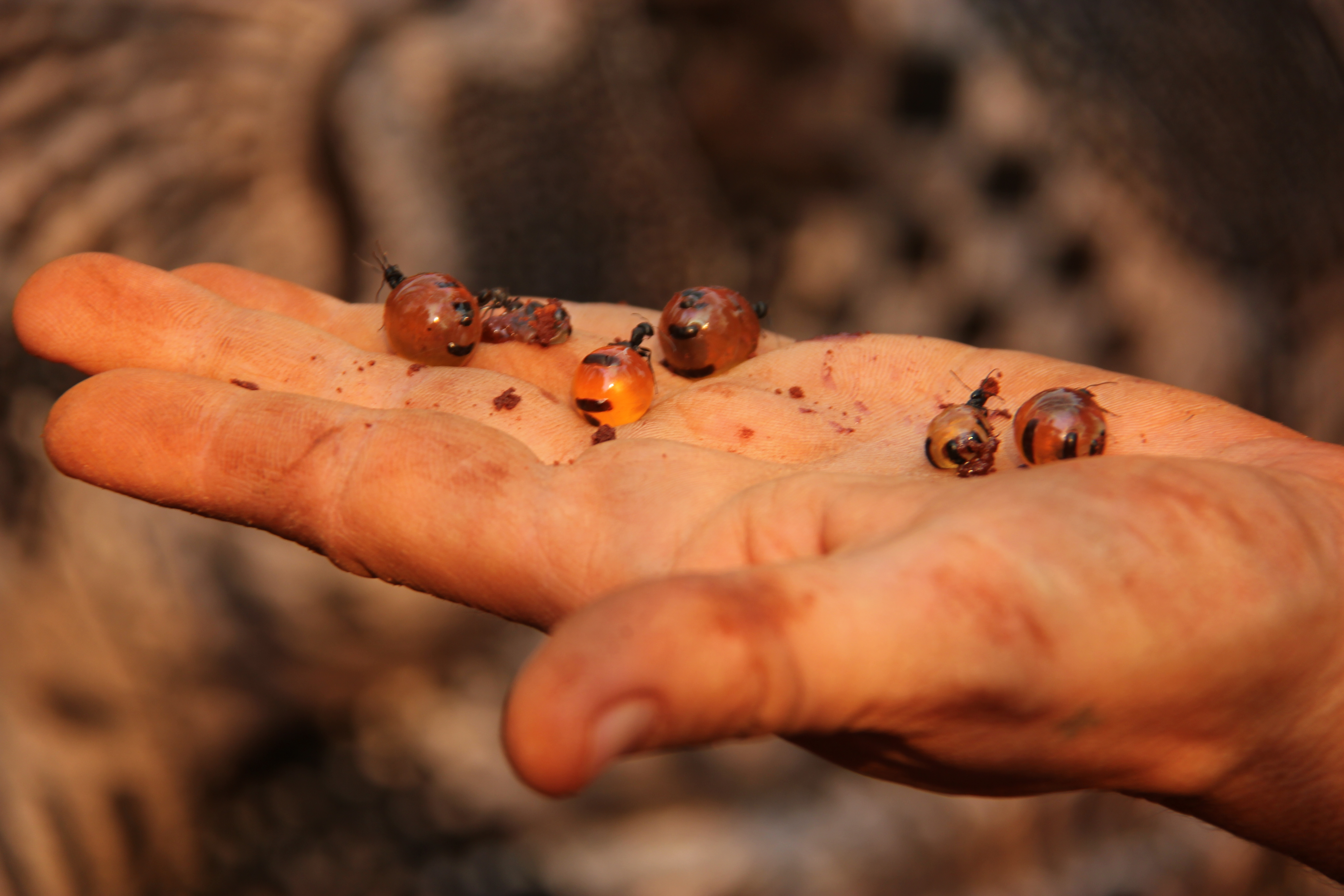
Медовые муравьи Camponotus inflatus Австралии, которых регулярно собирают и поедают аборигенные племена.

Медовые муравьи (англ. Honeypot ant; Honey ants) — экологическая группа, включающая муравьёв нескольких различных родов, накапливающих жидкие углеводы в брюшке одной из каст рабочих.

## Описание
У медовых муравьёв встречаются так называемые «муравьиные бочки» — специализированная группа рабочих особей, хранящих в раздутых зобиках брюшка запасы жидкой углеводной пищи. Эту специальную касту называют также repletes или plerergate (rotund). Они хранят в себе жидкий корм и отрыгивают его при необходимости соплеменникам, живущим в их муравейнике. В гнезде Myrmecocystus melliger может обитать больше чем 1500 «муравьиных бочек».
Мексиканцы называют «муравьиные бочки» Myrmecocystus «земляным виноградом» и добывают из них мёд.

## Распространение
Встречаются у 5 родов, принадлежащих к 5 разным трибам двух подсемейств (Formicinae и Dolichoderinae). Обнаруживаются, как правило, в регионах с аридным климатом, в пустынях и полупустынях Северной Америки (1 род Myrmecocystus; Мексика, США), Южной Африки (Plagiolepsis trimineni) и Австралии (3 рода).
Schultheiss et al., 2010)
- Myrmecocystus (Lasiini; у примерно 30 видов)[6]
- Camponotus (Camponotini; у вида Camponotus inflatus)[7]
- Melophorus (Melophorini; у 2 видов: Melophorus bagoti и Melophorus cowlei)[8]
- Plagiolepis (Plagiolepidini; у вида Plagiolepis trimineni)
- Leptomyrmex (Dolichoderinae; у части видов)

Сходные, но не столь явные тенденции к накоплению жидкого корма отмечают у муравьёв родов Erebomyrma, Pheidologeton, Prenolepis, Proformica и Oligomyrmex, а также у Cataglyphis bicolor